# Melanagromyza boninensis
Melanagromyza boninensis är en tvåvingeart som beskrevs av Spencer 1963. Melanagromyza boninensis ingår i släktet Melanagromyza och familjen minerarflugor. Inga underarter finns listade i Catalogue of Life.